# Anorexia Nervosa
Anorexia Nervosa – francuska grupa muzyczna wykonująca symfoniczny black metal. Zespół założyli w 1995 roku wokalista Stéphane Gerbaud, gitarzyści Stefan Bayle i Marc Zabe, basista Pierre Couquet oraz perkusista Nilcas Vant. W tym składzie zespół zarejestrował pierwsze demo pt. Nihil Negativum, które ukazało się w październiku 1995 roku.
W dwa lata później wydany został pierwszy studyjny album pt. Exile. W 1998 roku grupę opuścił Stéphane Gerbaud, którego zastąpił RMS Hreidmarr, ponadto do grupy dołączył keyboardzista Neb Xort.
W nowym składzie 1999 roku grupa zrealizowała EP pt. Sodomizing the Archedangel oraz niedługo potem album pt. Drudenhaus (wydany w 2000 roku), dzięki promocji podczas koncertów wraz z grupą Cradle of Filth zespół zyskał liczne grono fanów. Pod koniec 2001 roku miała miejsce premiera kolejnego albumu grupy pt. New Obscurantis Order. Był to zarazem ostatni album, który ukazał się nakładem wytwórni Osmose Productions. 
Po podpisaniu kontraktu z francuską oficynę Listenable Records w 2004 roku ukazał się czwarty album zespołu pt. Redemption Process. 
We wrześniu 2005 roku ukazał się drugi minialbum formacji zatytułowany The September EP. Na płycie znalazły się m.in. interpretacje utworów z repertuaru Darkthrone i Forbidden Site. Także we wrześniu zespół dał szereg koncertów w Polsce w ramach trasy koncertowej Blitzkrieg 3 poprzedzając występy grupy Vader. W tym samym roku z grupy odszedł wieloletni wokalista RMS Hreidmarr, w wyniku czego członkowie Anorexia Nerwosa zawiesili działalność.

## Dyskografia
| 1997                           | Exile - Data: 1997 - Wydawca: Season of Mist                                  | –   |
| 2000                           | Drudenhaus - Data: 2000 - Wydawca: Osmose Productions                         | –   |
| 2001                           | New Obscurantis Order - Data: 13 listopada 2001 - Wydawca: Osmose Productions | –   |
| 2004                           | Redemption Process - Data: 11 października 2004 - Wydawca: Listenable Records | 130 |
| „—” pozycja nie była notowana. |                                                                               |     |

| Rok  | Tytuł                                                                   |
| ---- | ----------------------------------------------------------------------- |
| 1999 | Sodomizing The Archedangel - Data: 1999 - Wydawca: Osmose Productions   |
| 2005 | The September EP - Data: 14 września 2005 - Wydawca: Osmose Productions |

| Rok  | Tytuł                                                                            |
| ---- | -------------------------------------------------------------------------------- |
| 1995 | Nihil Negativum (Demo) - Data: październik 1995 - Wydawca: brak (wydanie własne) |
| 2004 | Suicide is Sexy (kompilacja) - Data: 10 lipca 2004 - Wydawca: Apokalypse Records |